# Meister Eder und sein Pumuckl (Fernsehserie)
Meister Eder und sein Pumuckl ist eine deutsche Kinderfernsehserie aus den Jahren 1982 und 1988, die auf Ellis Kauts gleichnamiger Reihe basiert. Der kindliche Kobold Pumuckl, ein Nachfahre der Klabautermänner, wird für den Münchner Schreinermeister Franz Eder sichtbar, weil er an dessen Leimtopf kleben geblieben war. Nach „Koboldsgesetz“ muss Pumuckl nun bei diesem Menschen bleiben.
Die Serie ist eine Kombination aus Real- und Zeichentrickfilm, bei der eine Trickfilmfigur in eine real gefilmte Umgebung mit Schauspielern eingefügt wurde. Gustl Bayrhammer spielt Meister Eder und Hans Clarin spricht den Pumuckl. Regisseur ist Ulrich König. Die Zeichentrickanimation des Pumuckl stammt aus den Pannonia-Filmstudios in Budapest unter der Leitung von Béla Ternovszky. Am 2. April 1982 erschien unter dem Titel Meister Eder und sein Pumuckl als Pilotfilm in den Kinos. Die Erstausstrahlung der ersten Staffel der Serie war ab dem 24. September 1982 im Ersten Deutschen Fernsehen. Die zweite Staffel der Serie folgte ab dem 6. Oktober 1988.
Nach dem Tod des Hauptdarstellers wurde 2003 der Spielfilm Pumuckl und sein Zirkusabenteuer produziert, in welchem die Werkstatt des verstorbenen Meister Eder von dessen Cousin übernommen wird.
Am 11. Dezember 2023 erschienen 13 Folgen der Neuauflage Neue Geschichten vom Pumuckl auf RTL+. Darin übernimmt der Schreiner Florian Eder, ein Neffe von Franz Eder, 30 Jahre nach dem Tod seines Onkels dessen verlassene Schreinerei und trifft dort auf den Kobold Pumuckl.
Die 1999 erschienene 13-teilige Serie Pumuckls Abenteuer basiert nicht auf Pumuckls Zeit bei Meister Eder, sondern ist eine Parallelgeschichte, die an den Kinofilm Pumuckl und der blaue Klabauter anknüpft und von den Erlebnissen des Kobolds auf einem Schiff handelt.

## Zusammenfassung der Handlung
Der Schreinermeister Franz Eder wundert sich über seltsame Ereignisse in seiner Werkstatt: Ständig verschwinden Dinge oder fallen herunter. Schließlich erscheint ein kindlicher, etwa bierflaschengroßer, rothaariger Kobold namens Pumuckl. Dieser ist für Menschen unsichtbar, außer für Eder, weil er an dessen Leimtopf kleben geblieben war. Pumuckl erklärt, nun bei ihm bleiben zu müssen, denn das sei „Koboldsgesetz“. Eder erzählt im Wirtshaus seinen Freunden davon, aber diese denken, dass er verwirrt sei und lachen ihn aus: Er solle in die Werkstatt zurückgehen, denn dort sei sicher wieder alles wie gewöhnlich. Als Eder zurückkehrt, scheint es erst tatsächlich so. Als eine Kundschaft kommt, gehen die Koboldereien allerdings wieder los und es stellt sich heraus, dass Pumuckl tatsächlich anwesend ist, die Sache mit dem Leimtopf aber wieder vergessen hat. Er ist für Meister Eder nur sichtbar, wenn kein anderer Mensch zusieht. Eder weiß nun, nicht mit offenen Augen geträumt zu haben. Überdies gefällt ihm der lustige Pumuckl, der nun in der Werkstatt lebt, immer mehr. Es bleibt allerdings für beide schwierig: Eders Freunde glauben ihm den Kobold auch künftig nicht und der Geist Pumuckl ist in sichtbarem Zustand verletzlich und hat Bedürfnisse wie ein Mensch.
Pumuckl macht sich auch als Unsichtbarer deutlich bemerkbar, was zu seltsamen, peinlichen, aber auch unterhaltsamen Szenen führt. Manchmal wollen Kunden Pumuckls Eigentum mitnehmen, wie in der Episode Das verkaufte Bett. Dieser verteidigt sein Eigentum, stiehlt allerdings bei anderen Leuten Dinge, die ihm gefallen. Deshalb wirft ihn Meister Eder in der Folge Der große Krach einmal sogar hinaus. Auf seinen Streifzügen gerät er immer wieder in Schwierigkeiten, wenn er Ratschläge und Verbote Eders missachtet oder an etwas hängen oder kleben bleibt und so sichtbar wird. Würde er dann von einem fremden Menschen gesehen, müsste er bei diesem bleiben. Obwohl er als kindlicher Kobold hauptsächlich Unsinn im Kopf hat, ist er auch zu vernünftigen Dingen fähig, etwa wenn er Meister Eder als Unsichtbarer hilft und diesem dadurch entweder Aufträge verschafft oder eine Revanche ermöglicht, wie in Das neue Badezimmer, Der erste April und Das Segelboot. Bei einer Wanderung weist er auf ein drohendes Unwetter hin, eine Fähigkeit, die er von Klabautern geerbt hat, und bringt danach den unvernünftigen Neffen Eders dazu, doch noch rechtzeitig umzukehren (Die Bergtour). Die meisten Episoden sind heiter, aber auch die wenigen eher düsteren Geschichten klingen versöhnlich aus, wie etwa Der große Krach und seine Folgen, als Meister Eder Pumuckl nach dem Hinauswurf wieder aufnimmt, oder Das Spiel mit dem Feuer, als Pumuckl aus Unbedarftheit die Küche anzündet, aber danach Reue zeigt, was Eder akzeptiert.

## Figuren
Neben den beiden Hauptfiguren Meister Eder und seinem Kobold Pumuckl (gesprochen von Hans Clarin) treten öfter auf: Eders horoskopgläubige Putzfrau Eichinger, gespielt von Erni Singerl, der Schlossermeister Bernbacher, der beste Freund Eders, gespielt von Willy Harlander und der Hausmeister Herr Stürtzlinger, gespielt von Werner Zeussel. Ein Sonderfall ist Der alte Wimmer, ein Antiquitätenhändler, von dem Eder oft Aufträge erhält. Er tritt nie persönlich auf. Gelegentlich telefoniert Eder mit ihm oder er wird in Gesprächen erwähnt.
Eine ausführliche Liste gibt es unter dem Abschnitt Figuren im Hauptartikel Meister Eder und sein Pumuckl.

## Vorgeschichte der Serie
Ursprünglich wollte Produzent Manfred Korytowski Regisseur Ulrich König im Jahr 1977 damit beauftragen, Ellis Kauts Schlupp vom grünen Stern zu verfilmen. König meinte allerdings: „Das einzige, das man von Ellis Kaut machen muss, ist Pumuckl.“ Beide hatten sich allerdings bereits zuvor unabhängig voneinander erfolglos um diesen Stoff bemüht. Ellis Kaut hatte zwar bereits mehrere Angebote für Verfilmungen, bestand aber auf einer aufwendig zu produzierenden Mischform von Realfilm und Zeichentrick, da „der Pumuckl das Reale unabdingbar braucht, um das Irreale begreifbar zu machen.“ Sie erinnerte sich dabei an einen alten Werbefilm, in dem Walt Disney tagträumend hinter seinem Schreibtisch saß. Diese Szene war real gefilmt, aber plötzlich „[…] begannen seine Figuren als gezeichnete (geträumte) Figuren, auf und über seinem Schreibtisch zu tanzen. Es war wie Zauberei.“ Die bisherigen Angebote liefen dagegen alle entweder auf reine Zeichentrickfilme hinaus oder Realfilme mit elektronischen Effekten. Bei einer Berliner Funkausstellung, bei der Ellis Kaut und Hans Clarin, die Stimme des Pumuckl, zu einer Ehrung eingeladen waren, sprach Korytowsky sie an und erklärte sich bereit, diese Mischform aus Real- und Zeichentrickfilm zu produzieren. So bekam er die Rechte.
Ab 1979 wurden für die Bayerische Rundfunkwerbung einminütige Pumuckl-Sketche produziert (erstmals gesendet 1981). Diese Kurzfilme begannen als Vortest für die Serienproduktion und wurden, da sie erfolgreich waren, bis 1982 weiter produziert. Sie sind, ebenso wie die Serienepisoden, eine Kombination aus Realfilm und Zeichentrick. Weitere geplante Kurzfilme wurden nicht mehr umgesetzt, da die Kinderfigur nicht mehr im Umfeld von allgemeiner Fernsehwerbung verwendet werden sollte.
Gustl Bayrhammer hatte bereits zuvor den Meister Eder in den Hörspielen gesprochen, nachdem sein Vorgänger Alfred Pongratz im Oktober 1977 an einem Herzinfarkt verstorben war.

## Produktion
Die Arbeiten begannen 1978 mit dem Schreiben der Drehbücher für die erste Staffel und waren 1988 mit der Fertigstellung der zweiten Staffel abgeschlossen. Jede Staffel wurde dabei in zwei Blöcke zu 13 Folgen aufgeteilt. Die Dauer der Realfilm-Dreharbeiten waren zweimal neun Monate. Die Realfilme waren bereits vor Beginn der Animationsarbeiten geschnitten und mit einer vorläufigen Pumucklstimme versehen. Eine Puppe markierte die geplanten Standorte und Bewegungen der Trickfilmfigur. Den Part des Pumuckl sprach am Set Regisseur Ulrich König und war damit Dialogpartner für Bayrhammer, noch vor der Nachvertonung durch Hans Clarin. Den Sachtrick, also die Animation von Gegenständen, die Pumuckl hochhebt, hinunterwirft oder auf andere Weise bewegt, übernahm in der ersten Staffel Esteban Zajtai (heute Esteban Kleist) und, zumindest in Teilen der zweiten Staffel, Stephan Schultze-Jena. Dazu wurden Wolframdrähte verwendet, da diese dünner als ein einzelnes Filmkorn waren und somit auf der Aufnahme (beziehungsweise im fertigen Film) nicht mehr zu erkennen sind. Verantwortlicher Kameramann in beiden Staffeln war Horst Schier. Die Zeichentrickanimation übernahmen die Pannonia Filmstudios in Budapest mit bis zu 150 Trickfilmarbeitern unter der Leitung von Béla Ternovszky. Dazu mussten kolorierte Folien mit der Pumucklfigur über jedes einzelne Realfilmbild gelegt und zusammen neu belichtet werden.
Die Geschichten Kauts wurden größtenteils abgeändert, sei es wegen Improvisieren beim Drehen oder moderner pädagogischer Überlegungen: So wollte König nicht, dass Pumuckl als Strafe ständig eingesperrt wird. Durch die aufwendige Produktionsweise war die Serie etwa dreimal so teuer wie damals bei solchen Projekten üblich. Wichtig war Ulrich König, auch Erwachsenenhumor einzubauen, um auch die Eltern der Kinder zu gewinnen. Die Serie ist bewusst zeitlos gestaltet. Deshalb ist nur wenig Straßenverkehr zu sehen, auch viele moderne Gegenstände fehlen.
Die Rolle des Meister Eder ist als ruhender Gegenpol zum quirligen Pumuckl angelegt. Ulrich König sagte in einem Interview, dass er bei Eders Charakter an Albert Schweitzer als Vorbild gedacht habe. In der ersten Staffel wurden Bayrhammers Bart und Haare mit Zinkweiß gefärbt, um ihn älter und großväterlicher erscheinen zu lassen.
Damit die Dialoge zwischen ihm und Pumuckl glaubwürdig erscheinen, orientierte sich Bayrhammer an Müttern und Großmüttern, die bügeln oder kochen, sich zugleich mit Kindern unterhalten und nur gelegentlich zu ihnen umwenden. So habe auch er nur gelegentlich an die Plätze gesehen, die ihm als Standort Pumuckls genannt wurden, denn: „… wenn man länger ins Leere schaut, ist die Gefahr, dass der Blick auch leer wird.“
In Zeichnungen Barbara von Johnsons aus den 1960er- und 1970er-Jahren waren die Farben der Kleidung Pumuckls noch nicht festgelegt. Die Farbgestaltung mit gelbem Hemd und grüner Hose geht auf einen Wunsch Manfred Korytowskis zurück, da dies die brasilianischen Nationalfarben sind, wo Korytowski in seiner Jugend lebte; sie wurde über die Serie hinaus beibehalten. Eine Ausnahme ist die zeichnerisch eigenständige Schweizer Variante.
Viele bekannte deutsche Schauspieler wie Willy Harlander, Ilse Neubauer, Christine Neubauer, Erni Singerl, Toni Berger, Wolfgang Völz oder auch Helga Feddersen hatten in der Serie wiederkehrende Auftritte. Auch die einmaligen Gastauftritte waren für eine Kinderserie mit Namen wie Lisa Fitz, Gisela Uhlen, Helmut Fischer, Barbara Valentin, Gaby Dohm, Klaus Schwarzkopf, Georg Thomalla, Wilfried Klaus, Barbara Rudnik, Iris Berben, Fredl Fesl, Karl Dall, Beatrice Richter und Rolf Zacher außerordentlich prominent besetzt.
Als Meister Eder in der Episode 20 Pumuckl und Puwackl einen Pumucklkopf schnitzt, sieht man bei den Nahaufnahmen die Hände des Bildhauers Toni Menacher.
Von den ursprünglich 90 im Rundfunk ausgestrahlten Hörspielfolgen wurden 52 verfilmt.

### Musik
Das Titellied Hurra, hurra, der Pumuckl ist da wurde von Fritz Muschler unter der Mitwirkung von Howard Carpendale, Joachim Horn-Bernges und Ulrich König komponiert und getextet. Von Muschler stammt auch die restliche Filmmusik.
In mehreren Folgen stimmen Protagonisten (meistens der Hausmeister Stürzlinger) ein Lied an, dessen erste Zeilen „Auf den Bergen wohnt die Freiheit, in den Tälern wohnt der Neid“ lauten – eine Mischung aus der gleichlautenden, in Bayern verbreiteten Redewendung und dem Lied Auf den Bergen wohnt die Freiheit (König-Ludwig-Lied), einem in Bayern schon kurz nach dem Tod König Ludwigs II. verbreiteten Volkslied unbekannten Ursprungs, das später von diversen bekannten bayrischen Sängern, u. a. Weiß Ferdl und Maxl Graf, neu interpretiert wurde.
Das Lied, das Meister Eder in der Episode 03 Das neue Badezimmer singt, als er in seiner neuen Badewanne badet, ist Steuermann, lass die Wacht aus der Oper Der Fliegende Holländer von Richard Wagner.
Das Discolied, zu dem Pumuckl in Episode 19 Das Spanferkelessen singt und tanzt, ist (Let’s Get Fully) Tilt & Boogie von Fritz Muschler und Paul Birmingham (eigentlich: Claus Dittmar). Sängerin ist Jackie Robinson.
In Episode 28 Pumuckl und die Obstbäume wird am Schluss der Schlager Itsy Bitsy Teenie Weenie Honolulu-Strand-Bikini kurz angespielt. Meister Eder hatte bereits zuvor Pumuckl, der bei einem Missgeschick seine Hose verloren und sich mit Blättern beholfen hatte, damit aufgezogen.
In der letzten Episode 52 singt Fredl Fesl mit anderen Mitgliedern des Gesangsvereins u. a. das Lied Schnucki, ach Schnucki (fahr ma nach Kentucky), das Hermann Leopoldi bereits 1949 veröffentlichte.

### Nachvertonung
Für die Nachvertonung standen einige der Darsteller, unterer anderem die Kinder, nicht mehr zur Verfügung und mussten von anderen eingesprochen werden. Die Volksschauspielerin Rosl Mayr starb Ende Juni 1981 und sprach sich nur in der Episode Der erste April noch selbst, bei zwei weiteren Folgen wurde sie von Anton Feichtner synchronisiert. Gustl Bayrhammer und Hans Clarin improvisierten oft, wenn die Lippenbewegungen ihrer Figuren nicht im Bild sind. Dies gilt am auffälligsten für die Abspänne, in denen sich, für den Zuschauer unsichtbar, Meister Eder und Pumuckl weiter unterhalten.
Ulrich König hatte bei den Dreharbeiten Clarins Stimme nachgeahmt und Clarin orientierte sich später an Königs Vorlage. König sagte in einem Interview von 2017: „Als dann die erste Sendung lief, erschrak ich zutiefst, weil ich dachte, die hätten die falsche Tonstimme benutzt und es wäre meine eigene.“

### Drehorte

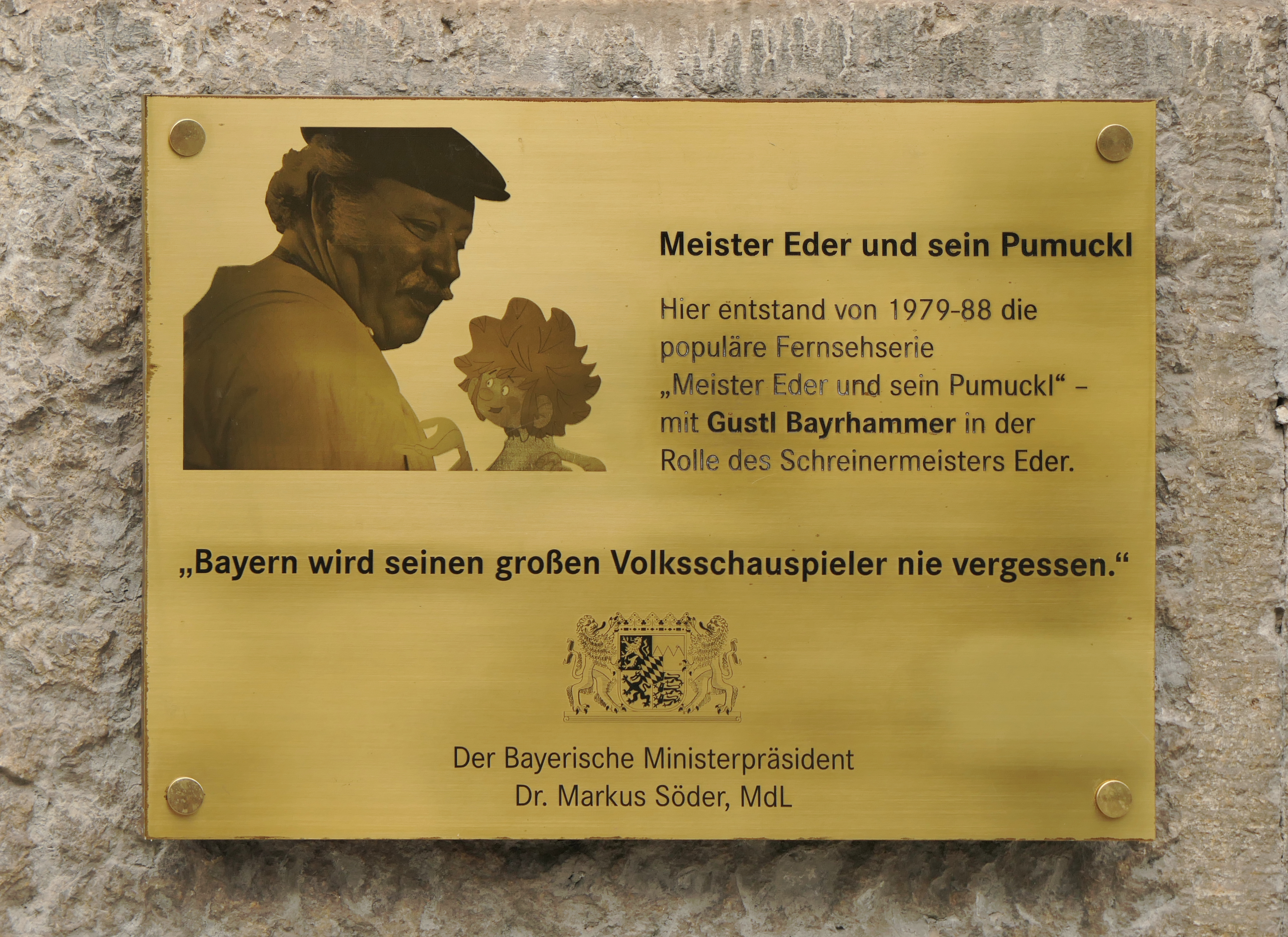
Gedenktafel am Haus Widenmayerstraße 2

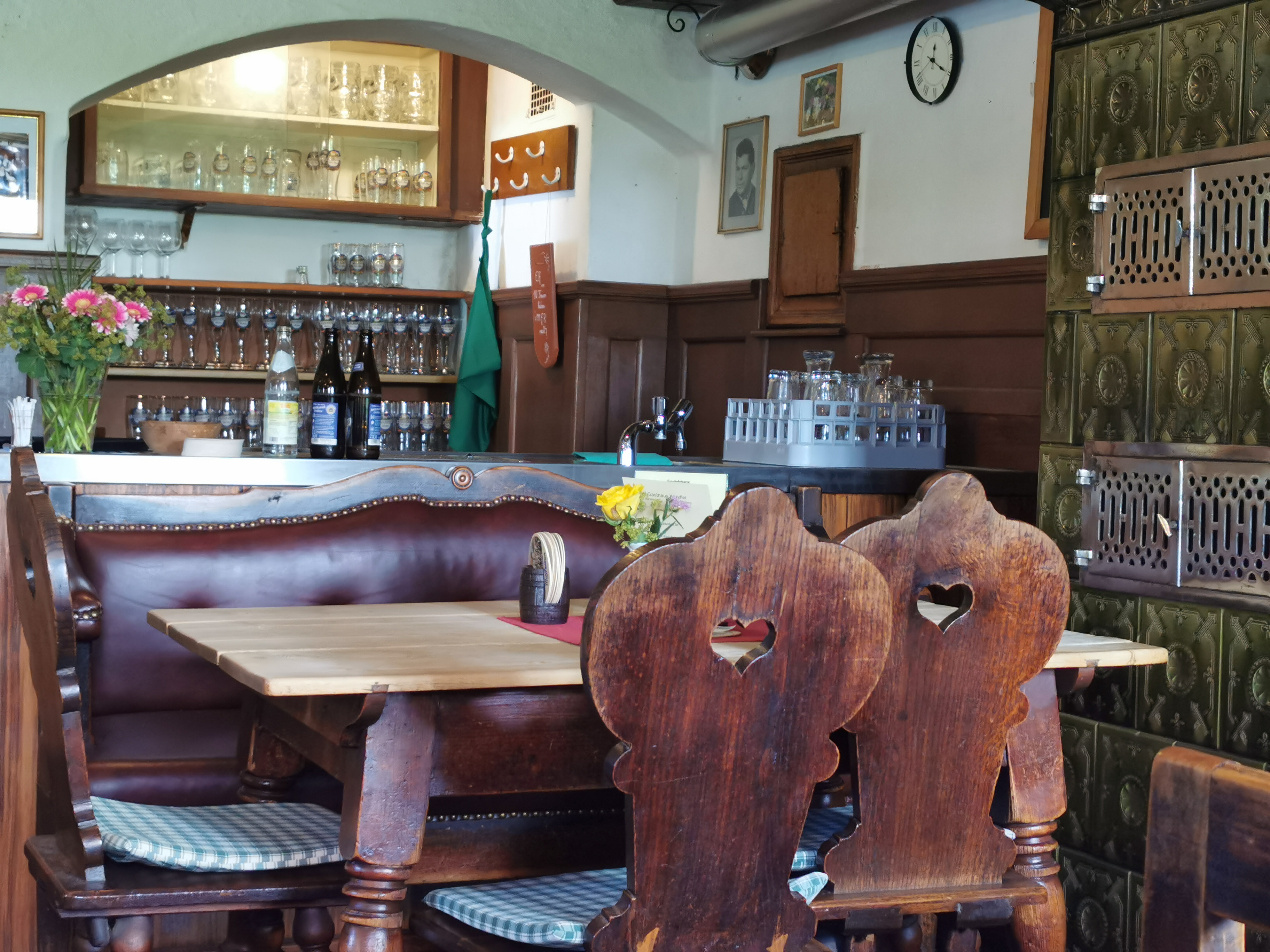
Stammtisch im Kandlerwirt

Die Aufnahmen fanden an verschiedenen Orten überwiegend in München statt. Meister Eders Werkstatt befand sich in einem Hinterhaus, einer ehemaligen Kutscher- und Hausmeisterwohnung der Widenmayerstraße 2 im Lehel (gesprochen: Lechel), das extra für die Dreharbeiten noch einmal hergerichtet und anschließend im April 1985 nach dem Ende der Realfilm-Dreharbeiten für Das Spiel mit dem Feuer, bei welchem die Küche ausbrannte, abgerissen wurde. An dem damaligen Drehort befinden sich heute nur noch der Innenhof und Teile der Verwaltung der Versicherungskammer Bayern. An die Dreharbeiten erinnert  seit 24. April 2023 eine Gedenktafel.  Die Straßenaufnahmen vor dem Haus wurden jedoch vor der Tattenbachstraße 16 im Lehel gedreht, weil hier das Verkehrsaufkommen nicht so hoch war wie in der Widenmayerstraße. Die Außenaufnahmen der Wirtschaft von Meister Eders Stammtisch wurden vor der Gaststätte „Zum Huterer“ in der Grütznerstraße in Haidhausen gedreht, die Innenaufnahmen im Gasthaus Kandler in Oberbiberg, Gemeinde Oberhaching. Der in einigen Folgen vorkommende Spielwarenladen lag am Johannisplatz in Haidhausen, heute befindet sich in dem Haus ein anderes Geschäft. Die Außenansicht des Schulgebäudes für die Episode Pumuckl und die Schule in der ersten Staffel zeigt das Gymnasium Max-Josef-Stift in der Mühlbaurstraße in Bogenhausen; die Innenaufnahmen wurden jedoch im Gebäude des Wilhelmsgymnasiums in der Thierschstraße gedreht. Der Fußgängersteg, auf dem Meister Eder in der Episode Der rätselhafte Hund den Butler der Gräfin trifft, ist der Kabelsteg über die Kleine Isar. Am Ende der Szene ist die Kirche St. Lukas im Hintergrund zu sehen. Pumuckl im Zoo wurde im Tierpark Hellabrunn gedreht. Einer der Außenschauplätze in Pumuckl auf Hexenjagd ist der Lilienweg in der Kleingartenanlage Nord-West 8.
Das Titelbild im Vorspann der beiden Staffeln zeigt ein von Türmen dominiertes Stadtpanorama: Von links nach rechts sind die Allerheiligenkirche, der „Alte Peter“, das alte Rathaus, das neue Rathaus und die Frauenkirche zu sehen. Ein Schornstein am linken Bildrand verdeckt die Heilig-Geist-Kirche. Danach folgt in beiden Staffeln der Episodentitel mit einer Einstellung der Kirche St. Lukas. In der zweiten Staffel wurde eine andere Perspektive vom Dach des Hauptgebäudes des DPMA gewählt. Danach folgt zusätzlich eine weitere Ansicht der Innenstadt, ebenfalls vom Dach des DPMA-Gebäudes.
Neben den Wirtshausszenen im Gasthaus Kandler wurden auch einige Episoden außerhalb Münchens gedreht: Der Hauptschauplatz in Das Schlossgespenst ist Schloss Isareck bei Wang, die Außenaufnahmen für Das Segelboot entstanden am Starnberger See bei Schloss Ammerland und für Die Bergtour unter anderem an der Talstation der Wendelsteinbahn und in der Nähe von Bayrischzell. Die Kapelle in Die Bergtour gehört zum Berggasthof Rosengasse am Sudelfeld. Drehorte für die Doppelfolge Pumuckl macht Ferien und Der Geist des Wassers waren unter anderen der Bahnhof Darching, die Bergstraße in Oberdarching und ein Bauernhof in Fischbachau westlich des Wendelstein-Massivs.
Nachdem das Originalhaus von Schreinermeister Eder nach Abschluss der Dreharbeiten abgerissen wurde, hat man auch die dazugehörige Schreinerei samt Requisiten aufgelöst. Das berühmte Bett vom Pumuckl steht heute in einem Fotoatelier zweier ehemaliger Mitglieder des Filmteams in Poing bei München.

## Episodenliste

### Erste Staffel
| Nr. (ges.) | Nr. (St.) | Originaltitel                    | Zusammenfassung | Erstausstrahlung | Gastdarsteller |
| ---------- | --------- | -------------------------------- | --- | ---------------- | --- |
| 1          | 1.01      | Spuk in der Werkstatt            | Pumuckl wird für Meister Eder sichtbar und rächt sich an Schlossermeister Bernbacher, der ihn verspottet hatte. | 24. Sep. 1982    | Mona Freiberg als Kellnerin und Maria Stadler als Frau Steinhausen |
| 2          | 1.02      | Das verkaufte Bett               | Damit Pumuckl nicht mehr in den Hobelspänen am Boden schlafen muss, baut Meister Eder für ihn ein Bett. Gleich darauf nimmt jedoch die Kundin Frau Reiser das vermeintliche Puppenbett einfach mit und drückt dem überrumpelten Eder 20 Mark in die Hand. Der wütende Pumuckl folgt Frau Reiser in ihre Wohnung und Meister Eder bleibt nichts anderes übrig, als das Bett unter einem Vorwand zurückzuholen. Als danach die Kundin Frau Bauer das Bett ebenfalls kaufen will, schlägt Pumuckl wieder Krach und wird dabei völlig rußig. Der Schreiner muss schließlich vier Puppenbetten für seine Kunden bauen und badet den Kobold, der sich heftig sträubt. Am Ende schläft Pumuckl „müde gewaschen“ in seinem Bett ein. | 1. Okt. 1982     | Katharina de Bruyn als Frau Reiser, Kerstin Goosmann als Ursula Reiser, Stefan Kessinger als Ursulas älterer Bruder und Käte Jaenicke als Frau Bauer |
| 3          | 1.03      | Das neue Badezimmer              | Pumuckl verhilft Meister Eder zu einer neuen Badezimmereinrichtung, danach will er ein Schiff. Beim Versuch, sich den verweigerten Wunsch selbst zu erfüllen, ertrinkt er jedoch beinahe. Eder verspricht ihm am Schluss eine Schiffschaukel. | 8. Okt. 1982     | Anton Feichtner als Herr Ramsauer, Lisa Fitz als Frau Ramsauer, Franz Muxeneder als Herr Lechner, Maria Singer als Frau Lechner und Irmgard Henning als Frau Griebl |
| 4          | 1.04      | Das Schlossgespenst              | Meister Eder repariert eine Kommode aus einem Schloss. Pumuckl lässt sich, neugierig geworden, zusammen mit dem Möbelstück abholen und spukt dann als vermeintliches Schlossgespenst. | 15. Okt. 1982    | Margot Mahler als Köchin, Wolfgang Völz als Chauffeur, Hugo Lindinger als Butler Jakob und Gisela Uhlen als Gräfin |
| 5          | 1.05      | Die abergläubische Putzfrau      | Meister Eder liegt krank im Bett und Frau Eichinger kümmert sich um ihn. Eder ärgert sich über ihren Aberglauben und erklärt Pumuckl, dass abergläubische Menschen denken, dass Dinge wie ein Hufeisen oder ein vierblättriges Kleeblatt Glück brächten. Das sei nicht bloß Unsinn, sondern sogar eine Krankheit. Pumuckl beschließt Frau Eichinger zu heilen: Er lässt sie ein Hufeisen finden und spielt ihr danach Streiche. Diese Missgeschicke erschüttern zwar nicht Frau Eichingers Aberglauben, aber Eder findet keine Ruhe mehr. Als sie schließlich aus Versehen sein Bett auseinanderfallen lässt, hat er genug und zieht vom Schlafzimmer in die Werkstatt. Auch Pumuckl ärgert sich, weil sie noch immer glaubt, dass ihr das Hufeisen Glück bringt. Erst als ihr die Milch überläuft und sie „So ein Pech“ ruft, ist er zufrieden. | 22. Okt. 1982    | Helmut Fischer als Dr. Schredlbach |
| 6          | 1.06      | Pumuckl macht Ferien             | Doppelfolge, erster Teil: Eder macht mit Pumuckl Urlaub auf dem Bauernhof. Da dort auch die zu Streichen aufgelegten Zwillingsbuben Georg (Schorschi) und Ludwig (Wiggerl) wohnen, führt dies zu Schwierigkeiten. Die Buben holen Eder vom Bahnhof ab und merken bald, dass der Gast sonderbar ist: Offenbar hat er einen Begleiter. Als sie im Zimmer nachsehen, entdecken sie das Pumucklbett und denken, dass Eder mit Puppen spielt. Als sie von ihrer Mutter ertappt werden, nehmen sie versehentlich Eders Kofferschlüssel mit, der unter dem Bett gelegen hatte. Inzwischen erkundet Pumuckl den Hof und will sich mit einem Ferkel anfreunden. Er öffnet ihm die Kobentür, lässt dabei aber alle Schweine hinaus. Als Eder den Schlüssel vermisst, verdächtigt er Pumuckl und die Bäuerin denkt, dass ihre Buben die Schweine freigelassen hätten. Beide Parteien werden für das Vergehen der anderen beschuldigt und erhalten Zimmerarrest. | 29. Okt. 1982    | Franziska Stömmer als Gschwendtnerbäuerin, Rainer und Ralf-Dieter Weiß als Schorschi und Wiggerl Gschwendtner |
| 7          | 1.07      | Der Geist des Wassers            | Doppelfolge, zweiter Teil: Eder kauft für Pumuckl ein Modellsegelboot und lässt ihn damit auf einem Waldsee fahren. Nachdem die Zwillinge das Boot ruiniert haben, erteilt ihnen Meister Eder mit Pumuckls Hilfe eine Lektion. | 5. Nov. 1982     | Franziska Stömmer als Gschwendtnerbäuerin, Rainer und Ralf-Dieter Weiß als Schorschi und Wiggerl Gschwendtner |
| 8          | 1.08      | Pumuckl und die Schule           | Pumuckl besucht einen Schulunterricht, kann aber auch dort seine Koboldereien nicht lassen. Schließlich klebt er versehentlich an einem Kaugummi fest und kann sich nur mit Mühe und Not retten. | 12. Nov. 1982    | Gustl Weishappel als Lehrer |
| 9          | 1.09      | Pumuckl und der Pudding          | Meister Eders Schwester ist zu Besuch und kocht Pudding. Pumuckl ist begeistert und gibt nicht nach, bis Eder erst selbst versucht, einen Pudding zu kochen, und dann Frau Eichinger darum bittet. Pumuckl, dem Eders angebrannter Pudding geschmeckt hatte, versucht es inzwischen heimlich selbst. Er wird jedoch von Frau Eichinger gestört und sabotiert sie daraufhin. Zur Strafe sperrt Meister Eder ihn hinaus aufs Fensterbrett und isst den versalzenen Pudding alleine. | 19. Nov. 1982    | Elisabeth Karg als Eders Schwester |
| 10         | 1.10      | Der rätselhafte Hund             | Ein Kunde vergisst in der Werkstatt seinen Schirm und Meister Eder fordert Pumuckl auf, ihm künftig ein unauffälliges Zeichen zu geben, wenn jemand etwas verliert oder vergisst. Pumuckl schlägt Bellen vor und das gefällt ihm so gut, dass er auch dann nicht damit aufhört, als Eder nichts mehr davon wissen möchte. Nachdem er Eder damit zweimal in Verlegenheit gebracht hatte, will er vor einer Konditorei Schokolade und versucht sich diese mit Gebell und Gejaule zu ertrotzen. Das erregt sofort die Aufmerksamkeit von Passanten und Eder wird auf der Suche nach dem vermeintlichen Hund in einem Kellerabteil eingeschlossen, da ihn dessen Besitzer für einen Irren hält. Pumuckl bringt Eder nicht nur den Schlüssel, sondern auch einen echten Hund, den dieser dann als gerettet vorzeigen kann. Wieder zurück in der Werkstatt erteilt der Schreinermeister seinem Kobold striktes Bellverbot. | 26. Nov. 1982    | Hugo Lindinger als Butler Jakob, Rolf Illig als Kunde, Trude Breitschopf als Frau Zangl, Henry van Lyck als Herr Schenk, der Besitzer des Kellerabteils, Rosl Mayr (synchronisiert von Anton Feichtner), Josef Glas, Stephan Rinser (synchronisiert von Hannes Gromball), Esteban Zantaj, Ingo Tögel und Gila von Weitershausen als Passanten |
| 11         | 1.11      | Pumuckl und der Nikolaus         | Pumuckl sagt, dass der Nikolaus, der die braven Kinder belohnt und die bösen bestraft, nicht zu Kobolden käme. Deshalb könne er frech und schlimm sein, wie er wolle. Meister Eder verkleidet sich daraufhin selbst als Nikolaus und erteilt Pumuckl eine Lektion. | 3. Dez. 1982     | Maria Stadler als Frau Steinhausen |
| 12         | 1.12      | Pumuckl auf heißer Spur          | Meister Eder erzählt Pumuckl von einem Dieb, der sich als Gasmann getarnt hatte, also als städtischer Beamter, der in den Häusern den Gaszählerstand abliest. Pumuckl ist nun alarmiert und hält jeden fremden Mann, der ins Haus kommt, für einen „falschen Gasmann“. Er ist nur vor Männern auf der Hut, da eine Frau eben kein Gasmann sein kann. Als Eder in der Wohnung ein Nickerchen hält, lässt Pumuckl also eine fremde Frau in die Werkstatt. Dort liegt eine goldene Taschenuhr, die Eder verliehen und eben erst zurückerhalten hatte. Die Frau stiehlt die Uhr und Pumuckl nimmt wütend und enttäuscht die Verfolgung auf. Er spukt bei ihr und holt dann Meister Eder. Die Diebin leugnet erst, gibt aber, als Pumuckl seinen Spuk wiederholt, die Uhr freiwillig zurück. Wieder in der Werkstatt erklärt Meister Eder, dass ihm die Uhr künftig nie mehr aus dem Haus komme: „Da bin ich eisern.“ Außerdem dürfe Pumuckl niemanden mehr ohne Erlaubnis einlassen. Im nächsten Augenblick platzt die Hausmeistergattin herein und leiht sich die Uhr spontan für eine Hochzeit aus. Pumuckl lacht nun über den „eisernen Eder mit der Gasmannuhr.“ | 10. Dez. 1982    | Til Erwig als Nachbar, Rolf Zacher als Gasmann, Fritz Pauli als Herr Willhart, Rosl Mayr als Nachbars Mutter (synchronisiert von Anton Feichtner) und Barbara Valentin als Frau Risselmeier |
| 13         | 1.13      | Das Weihnachtsgeschenk           | Pumuckl will sein Kopfkissen Meister Eder als Nadelkissen schenken. Als Ersatz für sich stiehlt er ein echtes Nadelkissen. Meister Eder befiehlt ihm sofort, es wieder zurückzubringen. Nun will Pumuckl eine kleine Schachtel für Eders Nähnadeln basteln, aber bleibt daran kleben, als er Leim benutzt. Meister Eder, der ihn losmachen muss, sieht die gute Absicht und freut sich über das Geschenk. | 17. Dez. 1982    | Kathi Leitner als Verkäuferin, Anja Krettner als Anja und Kerstin Goosmann als Ursula |
| 14         | 1.14      | Der erste Schnee                 | Pumuckl ist vom ersten Schnee fasziniert und will diesen zum Spielen in die Werkstatt bringen, weil es dort warm ist. Natürlich schmilzt der Schnee. Später wirft er zum Spaß Schnee von Fensterbrettern und Gesimsen auf Passanten und trifft auch Meister Eder. Ein Bub wird verdächtigt und zu Zimmerarrest verdonnert. Vom schlechten Gewissen geplagt, wirft Pumuckl nun überall sämtlichen Schnee von den Fassaden um den Verdacht auszuräumen. | 31. Dez. 1982    | Heide Ackermann als Frau Hausner (Lothars Mutter) und Annemarie Wendl als Frau Altenweger |
| 15         | 1.15      | Der Wollpullover                 | Pumuckl friert im Winter in der Werkstatt und braucht etwas Warmes zum Anziehen. Nach einigen Schwierigkeiten hat er am Ende zwei Wollpullover: einen ganzen und einen unfertigen mit nur einen losen Ärmel. | 7. Jan. 1983     | Kathrin Ackermann als Frau Berger, Marianne Brandt als Frau Schröderbach und Helga Feddersen als Verkäuferin |
| 16         | 1.16      | Der große Krach                  | Doppelfolge, erster Teil: Pumuckl stiehlt bei der Tochter einer Kundschaft ein Silberkettchen und versteckt es in seinem Bett. Meister Eder, der ihn danach befragt, lügt er an. Als die Wahrheit ans Licht kommt, wirft ihn Eder hinaus. | 14. Jan. 1983    | Helga Fleischhacker als Erika Gruber und Frauke Sinjen als Frau Gruber |
| 17         | 1.17      | Der große Krach und seine Folgen | Doppelfolge, zweiter Teil: Pumuckl ist zu Schlossermeister Bernbacher umgezogen und spielt dort seine Streiche. Diesem bleibt das, vor allem durch Gespräche mit Eder, nicht lange verborgen. Er versucht den Kobold zu fangen und endgültig loszuwerden. Daraufhin kehrt Pumuckl zu Meister Eder zurück, dem das Ganze längst leid tut und der ihn wieder aufnimmt. | 21. Jan. 1983    | Mona Freiberg als Kellnerin |
| 18         | 1.18      | Eder bekommt Besuch              | Eders Schwester bittet ihn, auf ihre Tochter Bärbel aufzupassen, da sie zum Zahnarzt muss. Pumuckl war schon zuvor sehr eifersüchtig und veranstaltet, als beide eintreffen, einen großen Radau. Schließlich erzählt Eder Bärbel von seinem Kobold. Diese zeigt spontan Verständnis für ihn, was Pumuckl für sie einnimmt, besonders nachdem sie sich am Ende extra verabschiedet und ihm Bonbons schenkt. | 28. Jan. 1983    | Elisabeth Karg als Eders Schwester, Monika von Manteuffel (synchronisiert von Martina Zöttl) als Bärbel und Christian Klein als Taxifahrer |
| 19         | 1.19      | Das Spanferkelessen              | Eder wird zu einem Spanferkelessen eingeladen und lässt den protestierenden Pumuckl zu Hause. Dieser dreht, als er allein ist, das Radio laut auf und singt dazu. Als Nachbarn Nachschau halten, was hier los ist, und sich von Frau Eichinger die Tür aufschließen lassen, ergreift Pumuckl die Gelegenheit, läuft ins Wirtshaus und mischt dort die Gesellschaft auf. | 4. Feb. 1983     | Ludwig Schmid-Wildy als Herr Meier, Mona Freiberg als Kellnerin, Ingeborg Moosholzer als Küchengehilfin und Hugo Lindinger als Butler Jakob |
| 20         | 1.20      | Pumuckl und Puwackl              | Pumuckl wünscht sich eine Puppe als Gefährten. Der erst unwillige Meister Eder entschließt sich nach einiger Zeit einen Pumucklkopf zu schnitzen. Auf Anregung einer Kundschaft baut Eder daraus schließlich eine Marionette, was der schon zuvor skeptische Pumuckl ablehnt. Vor der fertigen Marionette ängstigt sich Pumuckl so, dass er ihr die Fäden durchschneidet. Als Eder das erkennt, lässt er es nicht nur durchgehen, sondern entschuldigt sich sogar bei ihm. | 11. Feb. 1983    | Marianne Brandt als Frau Schröderbach |
| 21         | 1.21      | Pumuckl und die Angst            | Pumuckl will Kindern helfen, ein Mädchen im Keller zu erschrecken. Meister Eder will das verhindern und steckt ihn dort in einen großen Fernsehkarton, aus dem er nicht entkommen kann. Schließlich steht Pumuckl die Angst selbst aus, als erst eine Katze auf den Karton springt und er schließlich für eine Ratte gehalten wird. Nachdem er geflohen ist, findet Meister Eder, dass diese Angst Strafe genug war. | 18. Feb. 1983    | Anja Krettner als Kind |
| 22         | 1.22      | Der verhängnisvolle Schlagrahm   | Eders Kusine Irma und ihr Sohn Fritz kommen mitsamt ihrem Dackel zu Besuch. Pumuckl fürchtet, dass nichts von dem angerichteten Schlagrahm für ihn übrig bleibt. Um ihn einzubremsen erklärt Eder eindrücklich, wie sterbensübel ihm von zu viel Schlagrahm werden könnte. Diese Schilderung beeindruckt Pumuckl so, dass er Magenbitter dagegen trinkt. Davon wird ihm dann tatsächlich schlecht. | 25. Feb. 1983    | Ursula Reit als Cousine Irma |
| 23         | 1.23      | Pumuckl im Zoo                   | Meister Eder geht mit Pumuckl in den Zoo. Nachdem Eder im Biergarten eingeschlafen ist, geht Pumuckl alleine auf Streifzug und macht allerhand Faxen. Schließlich bleibt er jedoch im Drahtgitter eines Meerschweinchenkäfigs hängen und wird beinahe entdeckt. | 4. März 1983     | Gusti Kreissl als Schwägerin, Gaby Dohm als Mutter, Uwe Dallmeier und Wolfgang Völz (synchronisiert von Walter Reichelt) als Wärter |
| 24         | 1.24      | Die geheimnisvollen Briefe       | Pumuckl will Lesen und Schreiben lernen, bringt aber nicht die nötige Geduld auf: Er malt, ohne den Sinn zu verstehen, Wörter aus der Zeitung ab, steckt alles in Briefumschläge und wirft diese in der Nachbarschaft ein. Das führt zu Missverständnissen. | 11. März 1983    | Trude Breitschopf als Frau Zangl |
| 25         | 1.25      | Pumuckl und die Ostereier        | Meister Eder ist über die Osterfeiertage bei seiner Schwester eingeladen. Pumuckl fühlt sich als Fachmann fürs Verstecken und ändert alle Osterverstecke in „bessere“ um. | 18. März 1983    | Rolf Castell als Eders Schwager und Elisabeth Karg als Eders Schwester |
| 26         | 1.26      | Der erste April                  | Eders Stammtischfreunde beschließen ihn in den April zu schicken: Sie machen ihm weis, dass der Drechsler Zacharias ebenfalls einen Kobold habe. Als sich das als Scherz herausstellt, revanchiert sich Meister Eder mithilfe Pumuckls. | 25. März 1983    | Ludwig Schmid-Wildy als Herr Meier, Volker Prechtel als Drechsler Zacharias und Rosl Mayr als alte Frau |

### Zweite Staffel
| Nr. (ges.) | Nr. (St.) | Originaltitel                    | Zusammenfassung | Erstausstrahlung | Gastdarsteller |
| ---------- | --------- | -------------------------------- | --- | ---------------- | --- |
| 27         | 2.01      | Das Spielzeugauto                | Es ist der Jahrestag von Pumuckls Sichtbarwerdung und Meister Eder schenkt ihm ein großes Spielzeugauto. Pumuckl verliert es erst aus Leichtsinn und Ungehorsam, erhält es aber am Ende zurück. | 1. Okt. 1988     | Helga Feddersen als Verkäuferin, Ulrich Elhardt, Matthias Elhardt und Irmgard Henning |
| 28         | 2.02      | Pumuckl und die Obstbäume        | Pumuckl entdeckt, dass es in der Stadt Obstbäume gibt. Er ignoriert Meister Eders Warnungen und bekommt Durchfall vom gespritzen Obst. Bei einem zweiten Ausflug bleibt er dann mit seiner Hose im Baum hängen und wird sichtbar. Klagend kehrt er ohne Hose zurück und wird ausgelacht. Erst als Eder nachgibt und sie für ihn aus dem Baum holt, ist Pumuckls Welt wieder in Ordnung. | 8. Okt. 1988     | Fritz Straßner als Herr Lederer, Ingeborg Moosholzer als Schnucki und Hans Stadtmüller als Herr Schwertfeger |
| 29         | 2.03      | Pumuckl und die Maus             | Meister Eder will eine Mausefalle in der Werkstatt aufstellen. Pumuckl ist empört über dieses Vorhaben und hält sich die Maus lieber als Haustier. Er weigert sich dann aber, ihren Dreck wegzuputzen. Eder verschenkt sie schließlich an einen Buben, der einen Auftrag abholt, aber Pumuckl hat schon eine neue entdeckt. | 15. Okt. 1988    | Maxi Nüchtern als Bub |
| 30         | 2.04      | Das Segelboot                    | Meister Eder spricht mit einem Kunden über das Segeln. Pumuckl ist begeistert und wird so zu einem Segelausflug am Starnberger See mitgenommen. Als er jedoch einmal alleine im Boot ist, löst er versehentlich die Halteleine und treibt, um Hilfe rufend, hinaus. Das bringt Eder in Erklärungsnot über das vermeintliche Kind. Schließlich holt ein ziemlich herablassender Motorbootbesitzer das Segelboot für Eder zurück. Pumuckl entwendet den Schlüssel des Motorbootes und gibt Eder so Gelegenheit sich zu revanchieren. | 22. Okt. 1988    | Kurt Weinzierl als Herr Eichinger, Oliver Stritzel als Motorbootbesitzer und Ossi Eckmüller als Mann am Steg |
| 31         | 2.05      | Die Bergtour                     | Meister Eder unternimmt mit seinem Neffen Dieter eine Bergtour. Pumuckl, der Eder erst nur lästig war, erweist sich bald als nützlich, weil er als Klabauternachfahre erst auf ein Unwetter hinweist und dann den unvernünftigen Neffen durch eine Kobolderei zum rechtzeitigen Umkehren bringt. Als Belohnung bekommt er eine Tafel Schokolade. | 29. Okt. 1988    | Walter Feuchtenberg als Eders Neffe Dieter |
| 32         | 2.06      | Die Blechbüchsen                 | Das Mädchen Charlotte lärmt im Hof, wirft Steinchen gegen das Werkstattfenster und beleidigt Meister Eder. Als er ihr Ohrfeigen androht, erklärt ihm Charlottes Mutter, dass sich ihr Kind ausleben und Lärm machen darf, damit es sich gesund entwickelt. Schläge kämen ihm teuer zu stehen. Pumuckl hört das, wird ebenfalls respektlos und spielt auf alten Blechdosen Schlagzeug: Er wolle Lärm machen und brauche nichts anderes, auch kein Essen. Eder lässt ihn also alleine und geht ins Wirtshaus. Inzwischen ärgert sich Pumuckl über Charlottes Flötenspiel im Hof und versteckt das Instrument. Charlottes Mutter verdächtigt zuerst Eder, aber der war nicht im Haus und kann es nicht gewesen sein. Die Mutter entschuldigt sich und Eder verspricht dem Mädchen die Flöte zu suchen, wenn dafür die Belästigungen aufhören. Gleich darauf findet er sie und veranstaltet seinerseits einen großen Krach: Er versöhnt sich mit Pumuckl und „musiziert“ mit ihm, da man Lärm machen darf, wenn man einander nicht stört. Pumuckl spielt singend und schreiend bei offenem Fenster Schlagzeug und Eder begleitet ihn auf der Flöte. | 5. Nov. 1988     | Michaela May als Charlottes Mutter |
| 33         | 2.07      | Die Schatzsucher                 | Pumuckl sieht drei Buben zu, die auf einem verwilderten Grundstück Schatzsuche spielen und lässt sie Meister Eders silbernes Taschenmesser finden. Eder ist verärgert über Pumuckls Diebstahl und befiehlt ihm das Messer sofort wieder zurückzubringen. Danach verdächtigen sich die Buben allerdings gegenseitig und prügeln sich sogar heftig. Damit die Streitereien aufhören, bringt ihnen Pumuckl das Messer wieder, trägt es dann aber, damit Meister Eder nichts merkt, in die Werkstatt zurück. Das geschieht mehrmals. Dieses unerwartete Verschwinden und Wiederauftauchen führt aber erst recht zu Streit bei den Buben. Am Ende überrascht sie Herr Schwertfeger und trägt ihnen auf, das Messer als Fundsache bei der Polizei abzugeben. Pumuckl ist nun in Verlegenheit, findet aber rechtzeitig eine passende Ausrede, warum Eder das Messer dort abholen muss. | 12. Nov. 1988    | Hans Stadtmüller als Herr Schwertfeger |
| 34         | 2.08      | Das Gespenst im Gartenhäuschen   | Weil Eder Erfahrung mit Kobolden habe, wird er von seinem Freund Schmitt gebeten, einen Spuk in einem Gartenhäuschen zu untersuchen. Eder verspottet Schmitt zunächst nur, da er schon einmal in den April geschickt wurde, als aber die verzweifelte Besitzerin ihn aufsucht und ihn obendrein Pumuckl drängt, gibt er nach. Mit Pumuckls Hilfe findet er bald heraus, dass es ein Dummejungenstreich ist. Er ertappt die beiden Übeltäter und verdonnert sie zur Gartenarbeit bei der Hausbesitzerin. | 19. Nov. 1988    | Ursula Luber als Frau Reinicke |
| 35         | 2.09      | Die geheimnisvolle Schaukel      | Meister Eder nimmt vorübergehend einen zugeflogenen Wellensittich in der Werkstatt auf. Pumuckl gefällt das überhaupt nicht und lässt den Vogel bei der erstbesten Gelegenheit frei. Als gleich darauf der Besitzer, ein Bub, kommt, bleibt Pumuckl nichts anderes übrig, als den Vogel wieder einzufangen. Nun erzählt Eder von seinem Kobold. Der Bub bringt bald seine zwei älteren Freunde mit, die sich nicht von der sich selbst bewegenden Schiffschaukel beeindrucken lassen. Schließlich steigen sie heimlich in die Werkstatt ein, um hinter den Trick zu kommen. Eder überrascht sie dabei und bietet ihnen, da sie doch nicht an Kobolde glauben, eine pseudotechnische Erklärung an. Danach bemerkt der Jüngste, dass er einen wichtigen Schlüssel verloren hat. Meister Eder befragt nun Pumuckl und dieser antwortet laut und deutlich, dass er wisse, wo der Schlüssel ist und bringt ihn danach. Mit diesem Spuk konfrontiert fliehen die Buben aus der Werkstatt. | 26. Nov. 1988    | Maria Singer |
| 36         | 2.10      | Pumuckl und die Katze            | Meister Eder nimmt vorübergehend ein Kätzchen auf. Pumuckl ist eifersüchtig und wütend, weil dieses Kätzchen Dinge darf, für die er bestraft würde. Schließlich steckt er es in den Kohlenkasten, womit er sich aber selbst schadet, denn als die Besitzerin kurze Zeit später kommt, um ihr entlaufenes Haustier abzuholen, ist die Katze nicht zu finden. Nachdem die Frau traurig wieder gegangen ist, erklärt der über Pumuckls Verhalten verärgerte Eder, das Kätzchen würde nun für immer bleiben. Zu Pumuckls Glück kommt die Besitzerin aber wieder zurück und nimmt ihre Katze mit. | 3. Dez. 1988     | Eva Astor als Besitzerin der Katze |
| 37         | 2.11      | Pumuckl und der Schnupfen        | Pumuckl will an einem kalten Regentag in den Pfützen vor dem Werkstattfenster spielen. Damit er unsichtbar bleibt und sich nicht erkältet, schickt ihn Meister Eder in den Nachbarhof. Doch als Eder einer Kundin ein Tischchen bringt, betritt er genau diesen Hof und der nasse Pumuckl wird sichtbar und bald darauf krank. Da er ihn nicht zum Arzt bringen kann, ruft Eder stattdessen seinen Kunden, den Arzt Dr. Schredelbach, an und fragt ihn, was bei einer schweren Erkältung zu tun sei. Beide reden erst aneinander vorbei. Als Eder schließlich sagt, der Patient sei winzig klein und für alle außer ihm unsichtbar, kommt der Arzt vorbei und behandelt Eders vermeintliches Delirium. | 10. Dez. 1988    | Klaus Schwarzkopf als Dr. Schredlbach und Maria Singer als Frau Berger |
| 38         | 2.12      | Eders Weihnachtsgeschenk         | Meister Eder und Pumuckl feiern Weihnachten. Pumuckl freut sich auf ein Holzkästchen, das als Geschenk für Kunden und Freude gedacht war, aber übriggeblieben ist. Nun soll es ihm gehören. Bald erscheint jedoch Bernbacher, der eines davon bekommen sollte und den Eder vergessen hat. Eder kann ihn gerade noch daran hindern, Pumuckls Kästchen mitzunehmen. Als der Elektroherd kaputt geht, repariert ihn Hausmeister Stürtzlinger, auch er will dafür das Kästchen, wird aber ebenfalls auf später vertröstet. Schließlich kommt noch Herr Preisslkofer, der ein weiteres Kästchen haben will, weil sich sonst seine beiden Enkelkinder um das vorhanden streiten. Als Eder ihm zu verstehen gibt, dass sein letztes Kästchen bereits einem anderen Kind versprochen ist, bietet Preisslkofer einen Tausch an: altes Spielzeug aus seinem Keller gegen das Kästchen. Darauf geht Pumuckl ein. Gleich danach läutet ein Postbote, der ein unzustellbares Paket zurückbringt: eines der verschickten Kästchen. Pumuckl bekommt nun unerwartet beides und muss auf nichts verzichten. | 17. Dez. 1988    | Georg Thomalla als Herr Preisslkofer und Hans Stadlbauer als Postbote |
| 39         | 2.13      | Pumuckl ist an gar nichts schuld | Meister Eder baut unter hohem Zeitdruck einen Schrank, der eine Geburtstagsüberraschung sein soll. Ausgerechnet jetzt fällt die Maschine aus, die er zum Zuschneiden der Bretter braucht. Zugleich nervt ihn Pumuckl mit albernen Zwischenbemerkungen und Aktionen. Als Pumuckl schließlich Ruhe gibt und der Mechaniker Herr Schrader in der Werkstatt ankommt, wird Pumuckl von Meister Eder beschimpft und verdächtigt, bis er auswandern will, während der gemütliche Herr Schrader, der sich selbst ungeschickt angestellt hat und sich jedes Mal, als Meister Eder den Pumuckl anschreit (obgleich Pumuckl nichts angefasst hat), angesprochen fühlt, die Werkstatt verlässt, ohne die Reparatur überhaupt begonnen zu haben. Als die Maschine endlich nach vielen Schwierigkeiten mit Hilfe von Herrn Stürtzlinger repariert ist, wird der Strom abgeschaltet. Erst jetzt erfährt Eder, dass der Abgabetermin verschoben ist und er nun eine ganze Woche Zeit für die Arbeit hat. Pumuckl muss seine Absichten auszuwandern, aufgrund des Koboldsgesetzes ohnehin einstellen. | 29. Dez. 1988    | Hans Brenner als Herr Schrader und Elisabeth Karg als Eders Schwester |
| 40         | 2.14      | Ein schwieriger Kunde            | Ein Kunde, der Steuerberater Schladerer, mäkelt an Eders Arbeit grundlos herum und fordert ständig Änderungen (so möchte er an seiner Kommode Knöpfe statt der von ihm bestellten Griffe, was er damit rechtfertigt, dass Eder ursprünglich Knöpfe empfohlen hatte). Da Meister Eder davon völlig verärgert ist, spukt Pumuckl in der Kanzlei Schladerers herum und verursacht ein großes Durcheinander. Als Schladerer das nächste Mal in Eders Werkstatt kommt, ist er völlig kleinlaut und mit allem zufrieden. Nun kann auch Eder seinem Kunden entgegenkommen. | 5. Jan. 1989     | Enzi Fuchs als Sekretärin Fräulein Weiß, Wilfried Klaus als Herr Schladerer und Veronika von Quast als Frau Schladerer |
| 41         | 2.15      | Der blutige Daumen               | Pumuckl ist sauer, weil Meister Eder den Platz vor der Eingangstür gestreut hat, denn davor gab es dort eine schöne, eisige Rutschbahn für ihn und die Kinder. Eder sagt, dass einer seiner Kunden sich das Bein brechen könne, was Pumuckl nicht glauben will. Bald darauf stößt sich Pumuckl selbst den Daumen blutig und bekommt einen Verband. Dieser wird ihm beinahe zum Verhängnis, als er verbotenerweise trotzdem nach draußen geht, denn der Verband ist sichtbar und die Kinder denken, er wäre eine weiße Maus, die sie fangen wollen. Pumuckl rettet sich mit Mühe zurück in die Werkstatt und wird als „Belohnung“ gewaschen. | 12. Jan. 1989    | Maxi Nüchtern |
| 42         | 2.16      | Pumuckl und die Kopfwehtabletten | Meister Eder liegt mit Grippe im Bett und schickt Pumuckl mit einem Zettel zu Frau Eichinger, damit sie ihm Tabletten besorgt. Pumuckl bringt allerdings erst beim zweiten Versuch die Nachricht zu der richtigen Adresse. Überdies bekommt Eder einen Anruf der besorgten Frau Hartl. Das führt dazu, dass schließlich mehrere Nachbarn mit Tabletten zu Eder kommen und jeder darauf besteht, dass dieser die Tabletten auch nimmt. Schließlich isst auch Pumuckl einige Tabletten, wird davon müde und schläft ein. | 19. Jan. 1989    | Monika Baumgartner als Bärbels Mutter, Daniela König als Bärbel und Michael Tregor als angehender Arzt Herr Recknagel |
| 43         | 2.17      | Ein Knüller für die Zeitung      | Der an parapsychologischen Phänomenen interessierte (und stotternde) Herr Schenk erfährt im Wirtshaus zufällig von Meister Eders Kobold. Eder will nichts davon wissen und versucht Schenk möglichst rasch loszuwerden. Dieser gibt allerdings nicht auf und informiert die Presse. Bald darauf erhält Eder also Besuch von einer jungen Journalistin. Diese loszuwerden wird für ihn ziemlich mühsam, da Pumuckl unbedingt in die Zeitung kommen möchte. | 26. Jan. 1989    | Christine Neubauer als Wirtin, Rainer Basedow als Redakteur, Henry van Lyck als Herr Schenk und Barbara Rudnik als Journalistin |
| 44         | 2.18      | Pumuckl geht ans Telefon         | Meister Eder hat Pumuckl für den nächsten Tag einen Zoobesuch versprochen. Daraus wird allerdings nichts, da Eder kurzfristig von Professor Bergmaier einen attraktiven Auftrag für ein Arbeitszimmer erhält und deshalb vor Ort Maß nehmen muss. Pumuckl will von einer Verschiebung nichts wissen, da er, wie er sagt, sich nur bis morgen und nicht bis übermorgen freuen könne. Schließlich versucht er selbst den Termin über Telefon abzusagen, kommt aber nur an zufällige Gesprächspartner, da er keine Ziffern lesen kann und glaubt es würde reichen, irgendeine Nummer zu wählen. Schließlich ruft Bergmaier an und Pumuckl sagt tatsächlich in sehr unfreundlichem Ton ab. Als Eder davon erfährt, ist er wütend, dass ihm Pumuckl wahrscheinlich den guten Kunden vergrault hat und der Zoobesuch ist nun gestrichen. Nachdem Bergmeier, dem das Ganze seltsam erscheint, ein zweites Mal anruft, redet er zuerst wieder mit Pumuckl, der sich kleinlaut entschuldigt. Gerührt von dem vermeintlichen Enkelkind Eders ist Bergmeier besänftigt und Eder behält seinen Auftrag. | 2. Feb. 1989     | Harald Dietl als Reviermeister Haller, Peter Musäus als jüngerer Polizist, Uli Steigberg als älterer Polizist (synchronisiert von Bruno W. Pantel) und Towje Kleiner als Professor Bergmaier |
| 45         | 2.19      | Pumuckl will Schreiner werden    | Pumuckl möchte Schreiner werden, um sich nicht mehr zu langweilen, deshalb zeigt ihm Meister Eder wie man Nägel einschlägt. Als gleich darauf der Kunde Windlechner kommt, zieht sich Pumuckl in die Küche zurück und schlägt dort Nägel in den Tisch ein. Pumuckls Aktionen und Meister Eders Reaktionen sind so offenkundig, dass Windlechner alles wahrnimmt und verwirrt reagiert. Eder soll in der Wohnung des Kunden ein Möbelstück begutachten, aber da er Pumuckl nicht unbeaufsichtigt lassen will, nimmt er ihn mit. In der Wohnung angekommen fragt er nach einem Schraubenzieher, um die Schreibplatte eines Damensekretärs abzumontieren. Windlechner bringt ein Schweizermesser. Davon ist Pumuckl so fasziniert, dass er es mehrmals in Eders Manteltasche verschwinden lässt, was diesen in Verlegenheit bringt. Herr Windlechner macht Herrn Eder zwar keine Vorwürfe, doch schlussendlich nimmt der Kobold das Messer selbst mit. Zurück in der Werkstatt herrscht ihn Meister Eder an, das Messer sofort zurückzubringen. Frau Windlechner, die nicht glaubt, dass es bei Eder spukt, beginnt ihren Mann beim Scrabblespiel zu veralbern. Während beide über ein unsinniges Wort streiten, kommt allerdings Pumuckl herein und so sieht sie das Schweizermesser durch die Luft schweben. | 9. Feb. 1989     | Iris Berben als Frau Windlechner und Horst Sachtleben als Herr Windlechner |
| 46         | 2.20      | Der silberne Kegel               | Eder ist zu einem Kegelwettbewerb eingeladen. Er will nicht, dass Pumuckl ihm hilft, denn das wäre unehrlich. Pumuckl hält sich zuerst wirklich daran, aber Eder, der unerwartet gewinnt, verdächtigt ihn trotzdem, vor allem, nachdem er versehentlich daneben geschossen hatte und trotzdem traf (woran ein Elektronikfehler der Kegelbahn schuld war). Von dieser Ungerechtigkeit erbittert, folgt ihm Pumuckl schließlich doch (da dieser die Dachluke nicht geschlossen hatte) und hilft ihm diesmal. Meister Eder, der diesmal meint, Pumuckl sei ihm nicht gefolgt, freut sich sehr über den Sieg, als Pumuckl jedoch versehentlich einen Spruch zitiert, den Eder nach seinem Sieg sagte, weiß dieser, dass Pumuckl doch da war, und ist enttäuscht. Er gibt zwar zu, dass er Pumuckl zunächst zu Unrecht verdächtigte, sagt Pumuckl aber auch, dass er es nicht besser machte, indem er es tatsächlich tat. | 16. Feb. 1989    | Egon Biscan als Herr Ramsleder, Christine Neubauer als Bedienung und Hans Stadtmüller als Herr Schwertfeger |
| 47         | 2.21      | Das Spiel mit dem Feuer          | Pumuckl langweilt sich in der Werkstatt und spielt mit Streichhölzern. Meister Eder verbietet ihm das und sagt, sie seien „geschiedene Leute“, wenn er nicht damit aufhöre. Nach einem kurzen Streit schickt er ihn in die Küche. Daraus zieht Pumuckl den fatalen Schluss, dass nur die Werkstatt, aber nicht die Küche abbrennen könne. Als Eder einen Kunden aufsucht, spielt Pumuckl am Küchentisch trotz Verbotes mit Streichhölzern und da er wichtige Zusammenhänge nicht kennt, steht bald die ganze Küche in Flammen: Er hält das Feuer für eine Art Lebewesen und versucht es mit hochprozentigem Alkohol zu löschen, da, wie er denkt, solcher Alkohol alles töte. Danach versucht er es mit Papier zu ersticken, statt mit einer Decke. Das Feuer wird bald bemerkt und die Feuerwehr gerufen. Eder hört die Folgetonhörner, aber schimpft erst über unvorsichtige „Blöde“, nur um bald selbst ernüchtert in seiner ausgebrannten Küche zu stehen. Pumuckl ist verzweifelt, weil er denkt, Eder verlassen zu müssen, was aber im Widerspruch zum Koboldsgesetz steht. Als Ausweg verspricht er, nie wieder Streichhölzer anzurühren, was Eder akzeptiert. | 23. Feb. 1989    | Michaela May als Charlottes Mutter, Kerstin Pöppelmann als Charlotte, Alexander Malachowsky als älterer Polizist, Wolfgang Klein als jüngerer Polizist und Josef Schwarz und Ernst Schmucker als Feuerwehrmänner |
| 48         | 2.22      | Pumuckl will eine Uhr haben      | Pumuckl sieht bei einer Kundin eine Uhr und will sofort selbst eine haben. Um Pumuckl eine Freude zu machen, zeigt ihm Eder die Auslagen von Uhrengeschäften. Schließlich zieht Pumuckl alleine los und wird durch seine Unvorsichtigkeit in einen großen Spieluhrenkasten eingeschlossen. Er schlägt zwar Radau, aber da er unsichtbar ist, bleibt jede Nachschau ohne Ergebnis. Auf der Polizeiwache erfährt Eder zufällig von seltsamen Vorgängen in einem Uhrengeschäft und zieht den richtigen Schluss. So kann er Pumuckl noch rechtzeitig befreien, bevor die Uhr verpackt und in die USA verschickt wird. | 2. März 1989     | Elisabeth Volkmann als Kundin Frau Hofmann, Harald Dietl als Revierpolizist Haller, Rolf Illig als Kunde beim Uhrmacher, Hans-Jürgen Diedrich als Uhrmacher Herr Meisel, Gert Burkard als Willibald Faber, Veronika Faber als Willibalds Frau, Alexander Malachowsky als älterer Polizist und Wolfgang Klein als jüngerer Polizist |
| 49         | 2.23      | Die Plastikente                  | Pumuckl sieht in einem Spielwarengeschäft einen Kunden der eine aufblasbare Plastikente für seinen Sohn kauft. Sofort will er von Meister Eder ebenfalls eine solche Ente. Erst holt er sich eine Abfuhr, aber schließlich gibt Eder nach und kauft ihm eine. Das für Pumuckl riesengroße Spielzeug bringt ihm kein Glück: erst treibt er auf der Isar ab und als er danach in einem Bottich in der Werkstatt damit schwimmt, fällt er ins Wasser. Darüber verärgert, will er, dass die Ente ebenfalls untertaucht. Schließlich holt er eine Gabel und sticht sie zur Strafe damit. Als Eder zurückkommt, versucht Pumuckl die Schuld an der ruinierten Ente zwei Buben zu geben, die zufällig in der Werkstatt waren. Als Eder dahinterkommt, schlägt er wütend auf den Bottich, der dann umfällt und die Werkstatt unter Wasser setzt. Der davon beeindruckte Pumuckl sagt, dass ihm selbst in seinem „ganzen Koboldsleben“ noch nie eine solche „Sauerei“ gelungen sei. Eder lacht nun über sein Missgeschick und Pumuckl kommt ohne Strafe davon. | 9. März 1989     | Karl Dall als Kunde und Helga Feddersen als Verkäuferin |
| 50         | 2.24      | Pumuckl auf Hexenjagd            | Pumuckl hört bei Nachbarskindern von Hänsel und Gretel und nimmt das Märchen für bare Münze. Fortan sucht er nach entführten und gefangenen Kindern. Er steigert sich so hinein, dass sogar Meister Eder unsicher wird. Erst als dieser bei den Nachbarn, wo Pumuckl die Geschichte gehört hat, nachfragt, klärt sich alles auf. | 16. März 1989    | Monika Baumgartner als Bärbels Mutter, Daniela König als Bärbel, Ellen Umlauf als Frau im Wald, Stephanie Kellner als Mädchen im Wald und Bruno W. Pantel als Zeitungsverkäufer |
| 51         | 2.25      | Hilfe, eine Aushilfe!            | Die Putzfrau Eichinger hat einen gebrochenen Arm und wird deshalb von der jungen Frau Singermeier vertreten. Schon am Anfang wird diese vom flirtenden Schlossermeister Bernbacher verunsichert, der ihr vom Pumuckl erzählt. Die Aushilfe schiebt bald ihre zahlreichen Missgeschicke auf den Kobold, der diesmal aber unschuldig ist. Gegen Ende trifft sie wieder auf Bernbacher der eben Schlüssel für ein Kästchen bringt und beleidigt in ihrer Aufregung Pumuckl, der jetzt doch noch aktiv wird. Nachdem sie durch ihre Schlamperei das Badezimmer mit Waschlauge überflutet hat, verlässt sie entnervt das Haus. | 23. März 1989    | Beatrice Richter als Frau Singermeier |
| 52         | 2.26      | Pumuckl und die Musik            | Der Gesangsverein trifft sich in der Wohnung Eders und Pumuckl darf dabei sein. Erst stört er den Gesang durch sein falsches Singen und dann entwendet er Herrn Schwertfegers Mundharmonika. Eder bringt ihn durch gutes Zureden dazu, sie wieder herzugeben. Schließlich erzählt er der Runde, die in die Werkstatt gekommen ist, von seinem Kobold und Schwertfeger bietet Pumuckl seine Mundharmonika an, wenn dieser darauf spielt. Vorerst geschieht nichts, aber nachdem die restlichen Leute wieder nach oben gegangen sind, kommt Schwertfeger zurück und wiederholt sein Angebot. Als Pumuckl darauf eingeht, bekommt Schwertfeger einen gewaltigen Schreck. | 30. März 1989    | Fredl Fesl als Fredl, Christine Neubauer als Bedienung, Fritz Straßner als Herr Lederer und Hans Stadtmüller als Herr Schwertfeger |

## Pilotfilm
Am 2. April 1982 erschien unter dem Titel Meister Eder und sein Pumuckl der erste Pumuckl-Kinofilm. Der Film ist im Wesentlichen ein Zusammenschnitt von vier Episoden der parallel produzierten Fernsehserie: Spuk in der Werkstatt, Das verkaufte Bett, Das Schlossgespenst und Das Spanferkelessen. Allerdings wurden etliche Szenen doppelt (mit anderen Darstellern in Nebenrollen) aufgenommen, auch die Musikuntermalung unterscheidet sich. Die Animation der Pumucklfigur ist in einigen Fällen anders ausgeführt, wie beispielsweise, als er Eder erklärt, bei dem bleiben zu müssen, der ihn einmal gesehen hat.

## Ausstrahlungen und Veröffentlichungen
Ab 24. September 1982 sendete das Erste Deutsche Fernsehen die erste Staffel, die zweite Staffel folgte ab 6. Oktober 1988. Der ORF zeigte die erste Staffel ab 13. Februar 1983 und die zweite, bei der er als Co-Produzent beteiligt war, ab 28. Dezember 1988.
Die Fernsehserie wurde anfangs in 28 Ländern gezeigt.
Lange war nur die erste Staffel im Handel erhältlich. Regisseur Ulrich König sagte 2017 in einem Interview, dass dies an Gustl Bayrhammer lag, der einer Veröffentlichung der zweiten Staffel nicht zugestimmt hatte. Nachdem 2012 die Verträge zwischen Infafilm und BR/ARD ausliefen, wurde die Serie überdies auch nicht mehr im Fernsehen gezeigt. Erst nachdem im März 2019 sämtliche Episoden restauriert und in HD neu abgetastet auf Amazon Prime erschienen, ist die Serie seit November 2019 auch komplett auf DVD und Blu-ray erhältlich. Im Titelvorspann der Episoden wird nun auf den Original-Entwurf der Pumuckl-Figur durch Barbara von Johnson verwiesen – was in der ursprünglichen TV-Fassung nicht der Fall war. Im März 2020 begann der Bayerische Rundfunk mit der erneuten Ausstrahlung.

## Rezeption

### Briefmarke
Am 1. September 2022 gab das Bundesministerium der Finanzen in der Serie Helden der Kindheit eine Briefmarke mit einer Szene aus der Episode Das Segelboot heraus: Pumuckl sitzt quer auf seinem Holzpferd und hört Meister Eder zu. Links oben, außerhalb der Abbildung befindet sich die Wertangabe 85 (Eurocent), schräg darunter im Bild der Name Pumuckl und rechts unten Deutschland. Der Umriss des Bildes ist unregelmäßig und einem groben Pinselstrich nachempfunden. Der Umriss Pumuckls ist teilweise freigestellt und ragt in den Weißraum hinein. Der verbleibende schmale Raum rechts daneben wird größtenteils von einem Matrixcode eingenommen, darunter in der rechten unteren Ecke stehen die Jahreszahl 2022, ein Trenner und das Eurozeichen. Der Entwurf der Marke mit einer Figur von Béla Ternovszky nach Barbara von Johnson stammt von der Grafikerin Jennifer Dengler aus Bonn.

### Gedenktafel
Am 24. April 2023 wurde am Drehort Haus Widenmayerstraße 2 eine Gedenktafel enthüllt. Das Bild auf der Tafel zeigt Gustl Bayrhammer in seiner Rolle als Meister Eder gemeinsam mit Pumuckl. Bei der Enthüllung waren Ministerpräsident Markus Söder und Oberbürgermeister Dieter Reiter anwesend.

### Skulptur

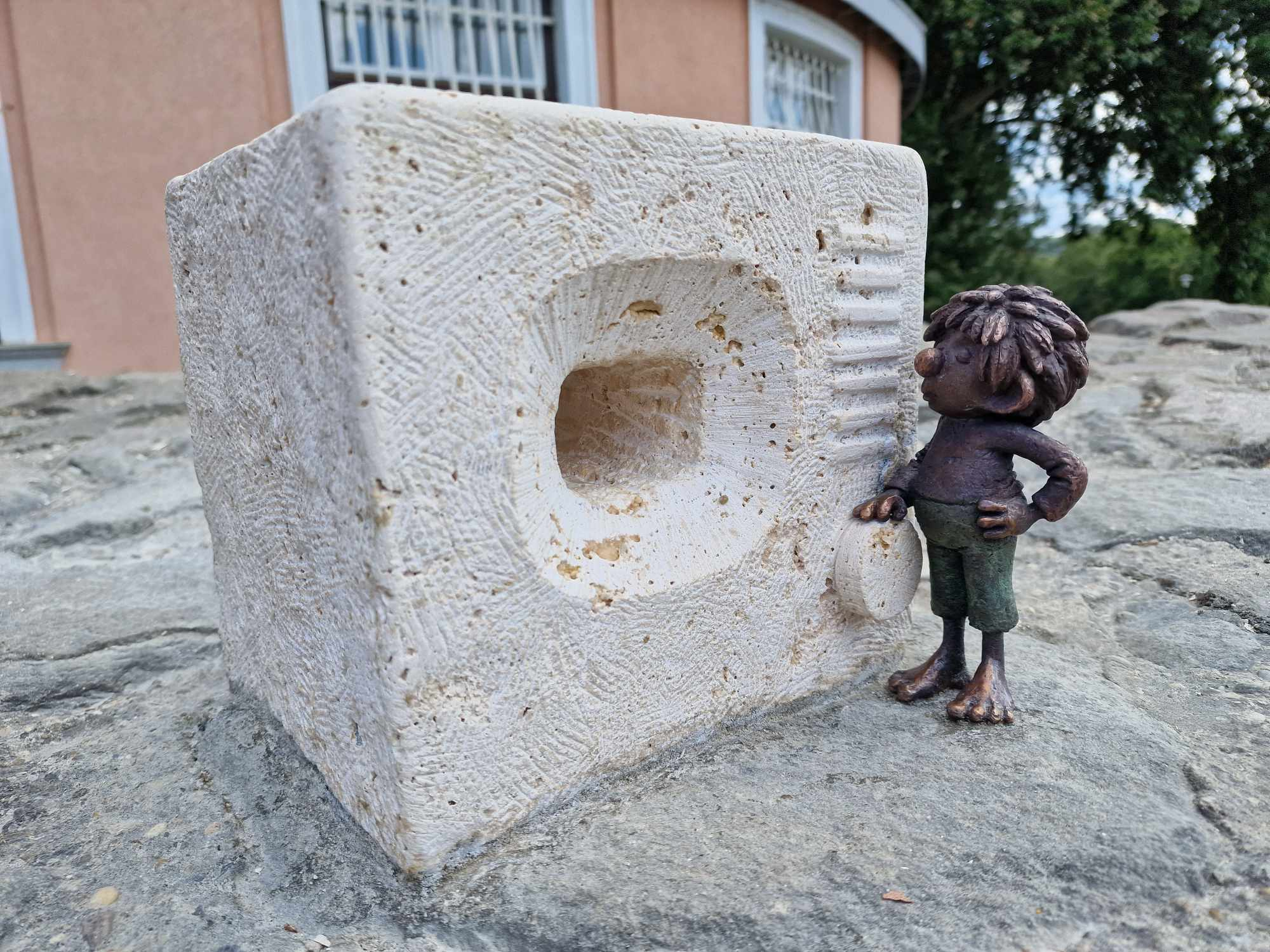
Skulptur in Esztergom

In der ungarischen Stadt Esztergom befindet sich eine Pumuckl gewidmete Miniatur-Skulptur des Künstlers Mihály Kolodko: Die bronzene Pumucklfigur auf der Steinmauer des Szent Erzsébet Gimnázium (engl.: Saint Elisabeth School) betrachtet einen steinernen Fernseher. Sie wurde 2024 von Bürgermeister Ádám Hernádi in Anwesenheit des Künstlers und Kornél Pusztaszeris, der ungarischen Stimme Pumuckls, eingeweiht. Pusztaszeri war hier Schüler gewesen.

## Fortlaufende Witze
- Meister Eder fällt es in einigen Episoden der zweiten Staffel schwer, Pumuckl einen Wunsch abzuschlagen: Er weigert sich zuerst, gibt dann aber rasch nach. Ein Beispiel ist die Episode Pumuckl und die Obstbäume, in der er widerwillig Pumuckls verlorene Hose doch noch aus einem Obstbaum holt. In Das Segelboot will Eder zuerst gar keinen Segelausflug unternehmen und in Die Bergtour besteht Pumuckl erfolgreich darauf, mitgenommen zu werden. In Die Plastikente wünscht sich Pumuckl eine aufblasbare Ente. Meister Eder lässt ihn erst abblitzen, kauft sie ihm aber schon in der nächsten Szene.
- In vielen Folgen stößt sich Meister Eder den Kopf an der Hängelampe in der Werkstatt oder in der Küche.
- Die Stammtischbrüder von Eder haben oftmals Probleme, sich den Namen Pumuckl zu merken. Wenn der Kobold wieder einmal am Stammtisch thematisiert wird, entstehen so Namen wie: Pudackl, Kartoffelmuckl, Dupuckl, Putzmuckl, Schmutzduckl, Krummbuckl oder Holznuckl.
- Immer wieder haben Protagonisten auch Probleme, sich den Namen von Meister Eder zu merken und nennen ihn „Herr Ederer“.
- Pumuckl hat einen Ausgang aus der Werkstatt gefunden, den Eder nicht kennt. Beim heimlichen Herausschleichen stößt er jedes Mal die davor stehenden Lösungsmittelkanister herunter. Obwohl sie Eder stets aufhebt, kommt er nicht dahinter, wie Pumuckl aus der Werkstatt gekommen ist.
- Neben der Tür steht ein Stapel Holzlatten, der bei der geringsten Kleinigkeit umfällt und die Tür versperrt.
- In vielen Folgen wird der Antiquitätenhändler Wimmer erwähnt, der jedoch nie zu sehen ist.
- In vielen Folgen wird im Wirtshaus ein schlafender, älterer Herr von einer Bedienung geweckt mit den Worten: „Opa, deine Suppe wird kalt.“ Als er dann seine Suppe essen will, drängt er seinen Tischnachbarn dazu, Platz zu machen („Das ist mein Platz“), auch wenn dieser schon längst aufgestanden ist. In einer Folge sagt er dies sogar, obwohl er allein am Tisch sitzt.
- Pumuckl verabschiedet sich manchmal mit „Tschüss“, wie in den Episoden Pumuckl und der Nikolaus und Pumuckl und die Obstbäume, was Meister Eder nicht passt – diese Verabschiedung ist bis heute in Bayern wenig beliebt – und wird von diesem sofort auf „Pfiat di“ oder „Servus“ korrigiert.
- Pumuckl bezeichnet ständig irgendwelche Farben falsch, nennt aber immer die Komplementärfarbe. So lautet seine Reaktion, als er Bernbachers rote Karten entdeckt: „Ui, da liegt was Grünesǃ“, er bemerkt einmal entsetzt, dass seine Hände voller „oranger“ (bzw. blauer) Farbe sind und er bezeichnet ein violettes Osterei als gelb. Eine besondere Variante findet sich in Folge 27, als er sein graues Spielzeugauto erst als rot, dann als grün bezeichnet – beide Farben ergeben gemischt wie alle Komplementärfarben einen Grauton.
- Pumuckl kann nicht sonderlich weit zählen und erfindet Fantasiezahlen wie „Zwölfundzwanzigvier“.[Anm. 2] In der Episode Pumuckl und der Pudding behauptet er, „dreihundertzwölfundzwanzig Jahre alt“ zu sein.[Anm. 3]
- Während Frau Eichingers Aberglaube in den Hörspielen nur in einer einzelnen Folge auftaucht (Die abergläubische Putzfrau), begrüßt Frau Eichinger Eder in der Serie oft damit, dass sie irgendein aktuelles Ereignis – zum Beispiel ihren gebrochenen Arm in Hilfe, eine Aushilfe – astrologisch kommentiert.[Anm. 4] Auch hat sie ein starkes Interesse an Horoskopen und Sternzeichen – so fragt sie andere Personen gerne nach ihrem Sternzeichen und Aszendent und kommentiert Eders Verhalten oft mit „Typisch Wassermann“.
- Immer wieder werden die verschiedenen Begebenheiten vom Pumuckl oder beliebigen Personen mit „Da machst was mit!“ kommentiert.
- Pumuckl prahlt gerne damit, was für ein großer Seefahrer er ist, doch wenn er mit Wasser in Berührung kommt, hat er große Angst und ertrinkt mehrfach beinahe, da er nur schlecht schwimmen kann, so etwa in den Folgen Das neue Badezimmer, Der Geist des Wassers und Die Plastikente.

- In zwei Episoden der zweiten Staffel sitzt Meister Eder mit Besuch am Esstisch und zugleich bewegt Pumuckl Gegenstände sehr auffällig über den Tisch: In der Episode Die Bergtour sind es schwebende, in den Kaffee fallende Zuckerwürfel. Eders Neffen fällt es auf, aber er sagt nichts darüber, während Meister Eder Pumuckls Aktion nur anfangs skeptisch beäugt. Als in der Episode Das Gespenst im Gartenhäuschen ein Freund Eders über einen Spuk spricht, schwebt ein Salzstreuer über den Tisch. Beide lassen sich davon nicht irritieren und der Freund greift sogar nach dem Salzstreuer, als bekäme er ihn gereicht.

## Anspielungen
- In Der große Krach streichelt Pumuckl zum Abschied einen metallenen Fußabstreifer-Dackel. Das ist, Ulrich König zufolge, eine Anspielung auf den Dackel Oswald aus den Tatort-Folgen mit Gustl Bayrhammer als Hauptkommissar Melchior Veigl.[45] Im anschließenden zweiten Teil Der große Krach und seine Folgen liest Meister Eder im Bett dann das Buch „3:0 für Veigl“, dem Titel einer Tatort-Folge.
- In Pumuckl macht Ferien sind gleich mehrere Anspielungen auf die Bahnhofsszene in Spiel mir das Lied vom Tod: Die Hintergrundmusik, eine tropfende Dachrinne, eine lästige Fliege, die schließlich mit einer „Büchse“ (im Original mit einer Waffe, in der Fernsehserie mit einer Getränkedose) eingefangen wird, sowie die Tatsache, dass Meister Eder auf der falschen Zugseite aussteigt, erinnern stark an das Meisterwerk von Sergio Leone. Gustl Bayrhammer fand diese Szene irritierend und sein Kommentar zu dieser Idee von Horst Schier und Ulrich König lautete: „Jetzt spinnen’s wieder!“.[2]
- In Das Schloßgespenst ist eine Anspielung auf Dinner for One vorhanden: Der Butler der Gräfin stolpert mehrmals über den Kopf eines Löwenfells, das zur Zierde des Bodens dient. In derselben Folge spukt der unsichtbare Pumuckl aus Eders Jankertasche ein lautes „Hui Buh“ für den Butler – Hans Clarin sprach auch das Schloßgespenst Hui Buh. Weiterhin enthält die Folge gleich drei Anspielungen auf die Serie Graf Yoster gibt sich die Ehre: Der Drehort Schloss Isareck und das gleiche Auto Rolls-Royce Phantom III mit Wolfgang Völz in der Rolle des Chauffeurs.
- In Der rätselhafte Hund bedroht ein Mann Meister Eder mit einer Neonröhre, die plötzlich von selbst leuchtet wie ein Lichtschwert in Star Wars.
- Über den Gasmann Herrn Nippel sagt Pumuckl in Auf heißer Spur „Ich musste dem Nippel zehn Knoten durch die Lasche ziehen“, eine Anspielung auf Mike Krügers Hit Der Nippel.
- In Pumuckl geht ans Telefon sagt der von Towje Kleiner gespielte Professor, als Eder bei ihm klingelt: „Ich bin nicht da. Ich bin überhaupt nicht da. Weder da, noch da“, wobei er auf das Telefon und zur Tür deutet. Dies ist eine Anspielung auf die Serie Der ganz normale Wahnsinn, in der Towje Kleiner ebenfalls mitspielte. Im Vorspann sagt er dort ebenfalls: „Ich bin nicht da. Ich bin überhaupt nicht da.“
- In Das Spiel mit dem Feuer versucht Pumuckl Meister Eder in der Küche von einer durch ihn entzündeten brennenden Kerze hinter der Tür abzulenken, indem er danach fragt, von wem denn die Musik sei, die gerade im Radio gespielt wird. Meister Eder, der es nicht genau weiß, antwortet: „Rimski-Korsakov, oder von Meyerbeer oder von irgendjemandem“. Bei der Musik im Radio handelte es sich tatsächlich um die Ouvertüre zur Oper Donna Diana von Emil von Reznicek, die in der ZDF-Sendung Erkennen Sie die Melodie als Einführungsmusik verwendet wurde und in der Quiz-Kandidaten Melodien aus Opern und Operetten erkennen mussten. Pumuckls Frage und Eders unwissende Antwort sind eine Anspielung auf dieses Format.
- In Hilfe, eine Aushilfe! singt Pumuckl den Beginn des Volksliedes Solang der alte Peter, früheres Pausenzeichen des Bayerischen Rundfunks und bis heute Jingle der Verkehrsfunkdurchsagen auf Bayern 3. In derselben Episode antwortet Meister Eder auf die Frage von Frau Singermaier, ob er einen Hund habe, dass er früher einen Dackel gehabt habe. Das ist eine Anspielung auf den Dackel Oswald von Hauptkommissar Veigl, ebenso wie der Metalldackel in Der Große Krach.[45]
- In Pumuckl und die Musik sagt Toni Berger: „An diesem Gesangsverein könntst zerschellen“. Dies ist eine Anspielung auf das Theaterstück Der Brandner Kaspar und das ewige Leben in dem Gustl Bayrhammer, Fritz Strassner und Toni Berger am Münchner Residenztheater gemeinsam spielten. Toni Berger sagt darin als Tod zu Fritz Strassner (Brandner Kaspar) „An diesem Volksstamm könntst zerschellen“. Auch Fritz Strassner spielt in dieser Episode mit. In derselben Folge sagt der als Musiker auftretende Fredl Fesl zur Entschuldigung auf seine Verspätung, sein Auto sei nicht angesprungen, was eine Anspielung auf Fesls Lied Anlass-Jodler ist, in welchem er über sein schlecht anspringendes Auto singt.

## Trivia
- Im Intro der ersten Episode ist Pumuckl noch nicht sichtbar. Deshalb öffnet sich das Dachfenster scheinbar von alleine.
- In der zweiten Staffel von 1988/1989 ist die Werkstatt nun außen gelb gestrichen, der Hintergrund, vor dem Pumuckl den Titel der Episode „hochwirft“ wurde getauscht. Auch der gezeichnete Kobold sieht nun etwas verändert aus: Die Augen erscheinen größer, der Kopf ist nicht mehr ganz so groß, und die Haare sind nicht mehr, wie in der ersten Staffel, orange, sondern hellrot. Eine weitere Veränderung sieht man an Hausmeister Stürzlinger, der nun einen Vollbart statt nur einen Schnauzbart wie in der ersten Staffel trägt.
- Nach den Gesetzen der Physik müsste der sichtbare Kobold einen Schatten werfen. Im Gegensatz dazu ist der Schatten von Gegenständen, die Pumuckl bewegt, vorhanden. Pumuckl müsste auch auf spiegelnden Oberflächen zu sehen sein, was abgesehen von Szenen in den Folgen 2 (Das verkaufte Bett), 6 (Pumuckl macht Ferien), 10 (Der rätselhafte Hund), 20 (Pumuckl und Puwackl) und 22 (Der verhängnisvolle Schlagrahm) nie der Fall war.[Anm. 5]
- In Episode 4 Das Schlossgespenst springt Pumuckl durch eine Glasscheibe an das Pendel einer Standuhr.[Anm. 6]
- Der Dackel in Episode 22 Der verhängnisvolle Schlagrahm gehörte der Maskenbildnerin Helga Gläser.[46]
- In Episode 24 Die geheimnisvollen Briefe (ausgestrahlt am 11. März 1983) liest Eder morgens eine Zeitung vom 17. April 1980.
- Zum Handlungsort der Schreinerei gibt es in der Serie widersprüchliche Angaben. So wird in Episode 44 Pumuckl geht ans Telefon als Anschrift der Schreinerei die Gewürzmühlstraße 6 erwähnt. In der Episode 39 Pumuckl ist an gar nichts Schuld ruft Meister Eder den Mechaniker Herrn Schrader an, welcher in der Gewürzmühlstraße ansässig ist. Während des Telefonats gibt Eder ihm allerdings eine Wegbeschreibung, die von dort zur Adresse des realen Drehortes der Schreinerei (Widenmayerstraße 2) führt: „rechts ums Eck rum, rechts und dann in den Hinterhof“.
- In Episode 52 Pumuckl und die Musik und somit zum Ende der Serie wird bekannt, dass Meister Eder vor 30 Jahren in das Haus eingezogen ist und dort die Werkstatt eröffnet hat.